# 楊勇 (軍人)

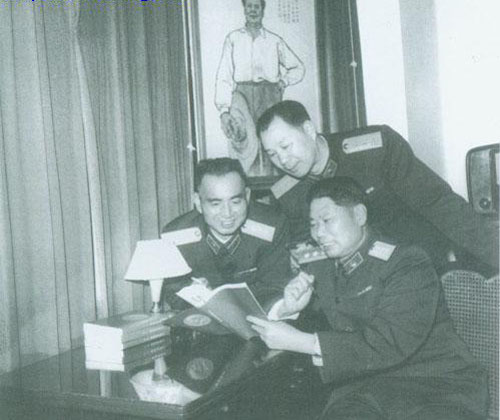
「三楊」1960年
楊勇（左）楊成武（中）楊得志（右）

楊 勇（よう ゆう、1912年8月 - 1983年1月6日）は中華人民共和国の軍人。建国功労者、開国上将。楊成武、楊得志と共に人民解放軍の人民解放軍の「三楊」と称された。

## 概要
1912年8月湖南省長沙市瀏陽県に生まれる。原名は「楊世峻」。軍歴を重ね開国上将。北京軍区司令員、副総参謀長など軍重職を歴任した。

## 来歴
- 1912年 湖南省生まれる
- 1930年 中国共産党に入党
- 1955年 上将
- 1958年10月 北京軍区司令員
- 1959年10月 副総参謀長
- 1966年頃 文化大革命により投獄、全役職の停止
- 1972年5月 瀋陽軍区副司令に回復
- 1977年9月 副総参謀長に回復
- 1983年1月6日 死去。享年70。